# Meknattane
Meknattane är en kulle i Antarktis. Den ligger i Östantarktis. Australien gör anspråk på området. Toppen på Meknattane är 110 meter över havet.
Terrängen runt Meknattane är kuperad åt sydost, men åt nordväst är den platt. Trakten är obefolkad. Det finns inga samhällen i närheten.